# 羅亞爾河戰役
羅亞爾河戰役是百年戰爭中一場由聖女貞德發動，完全掃蕩羅亞爾河流域英軍和勃艮第軍的戰役。

## 戰役

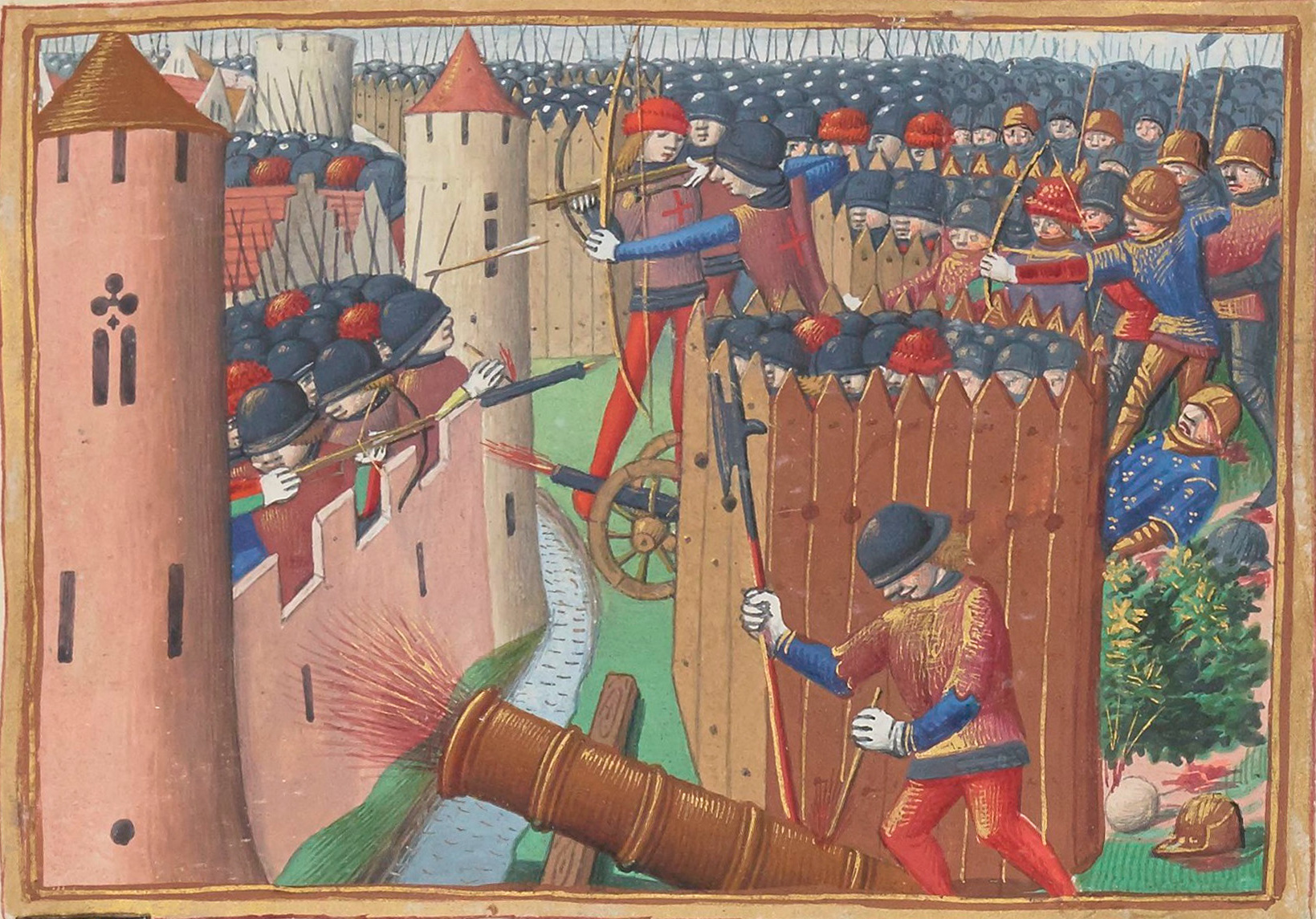
奧爾良戰役中，英軍瞄準聖女貞德的所在位置

前英國國王亨利五世的下屬命令約翰·塔爾波特率領部屬薩福克公爵與索爾茲伯里伯爵圍攻奧爾良。英軍原本幾乎成功攻下奧爾良，卻受到漢諾威公爵介入調停。但是聖女貞德發動一連串的反擊，其中如鯡魚之戰，雖為英軍得勝，不過貞德受到吉爾·德·萊斯、迪努瓦公爵、讓·德·布羅斯幫助，攻擊英軍的包圍網，英軍承受不下這些攻擊，塔爾波特只好先撤退並中斷圍城。

### 雅爾若戰役

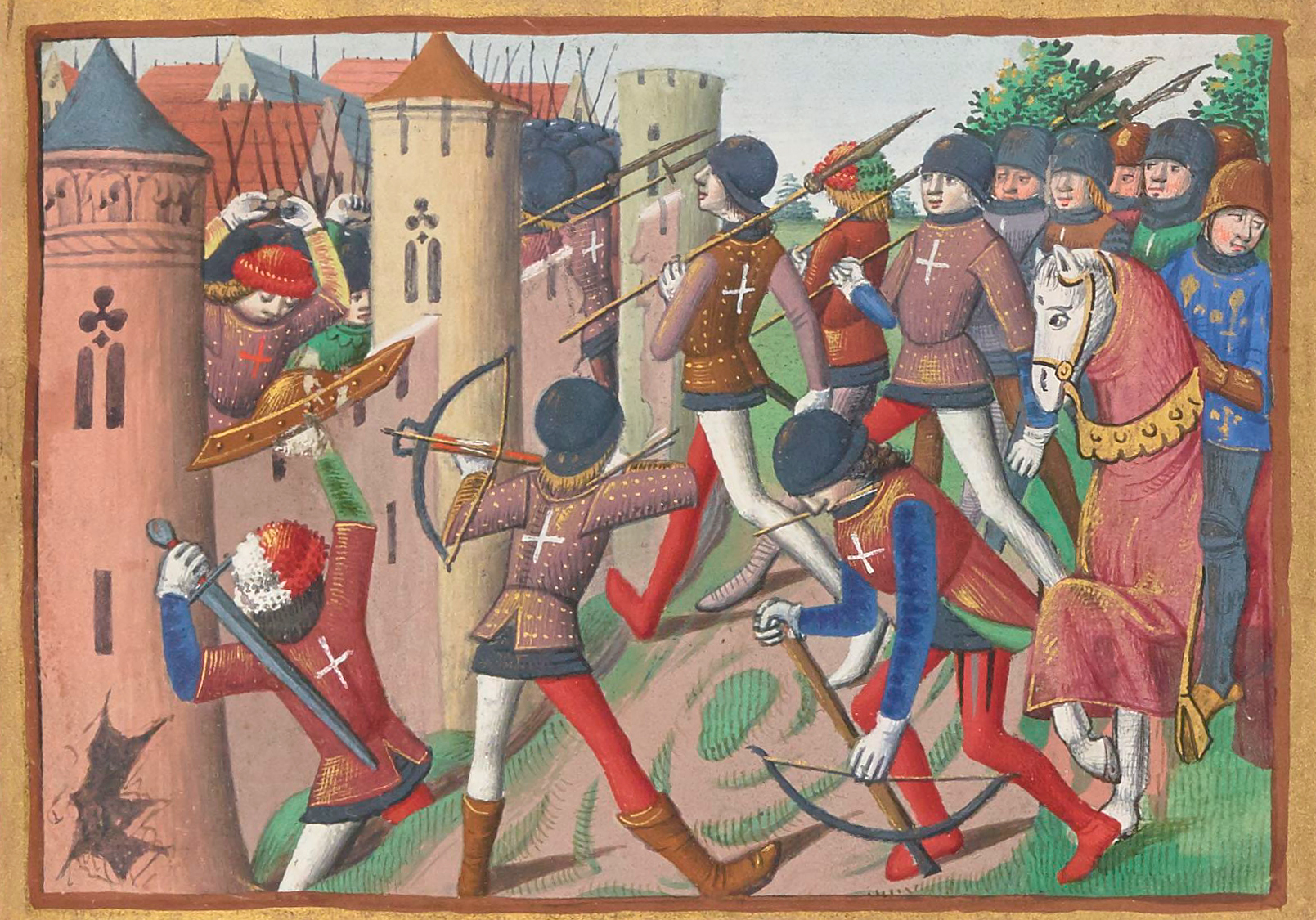
英軍在雅爾若戰役中遭到弓箭擊殺

之後阿朗松公爵領兵自薩福克公爵手中奪取雅爾若。英軍只有700人來面對法軍的1200人部隊。接著戰鬥由法軍攻擊郊區開始。英國守軍放棄城牆，法軍則向後退。貞德以自己的旗幟為中心開始集結法軍，當晚法軍駐紮在郊區，而英軍回到城牆。
隔天早上貞德要求守軍投降，但被對方拒絕，接著法軍便使用原始加農砲和攻城砲砲擊城牆，造成一座高塔倒塌。之後薩福克公爵私下和法軍次級將領拉海爾進行投降談判，這個行為因為有違禮儀而引起法軍指揮階層的反彈。
貞德開始對城牆發動攻擊，不過在攀爬雲梯時，遭到裂成兩半的石彈打中頭盔，所幸沒有大礙。英軍遭受到龐大的損失，原來的700人有300-400人傷亡，薩福克公爵遭到俘虜，而漢諾威公爵則在戰鬥中身亡；法軍1200人的部隊相較起來似乎損失較輕。爾後貞德便將他的軍隊移師至羅亞爾河畔默恩

### 羅亞爾河畔默恩戰役
接著貞德開始進行她的攻勢。英軍在羅亞爾河畔默恩的守軍分為三組：城鎮守軍、橋樑守軍、以及鎮外的城堡守軍。城堡也作為英軍指揮官約翰·塔爾波特和湯瑪士·斯卡萊(Thomas Scales)的總部。
聖女貞德和阿朗松公爵領導一支軍隊，成員包含迪努瓦公爵、吉爾·德·萊斯、尚·普騰·桑特萊伊以及拉海爾。根據Journal du Siège d'Orléans中，估計法國人有6~7千人，其中大部分的人可能都是非戰鬥人員；英軍的人數依舊不明，但總數少於法軍，他們由塔爾波特和斯卡萊領導。法軍繞過市鎮及城堡，正面攻擊橋樑的防禦工事，在一日內攻陷，並設置衛戍。這項行動阻斷英軍進入羅亞爾河以南地區。

### 博讓西戰役

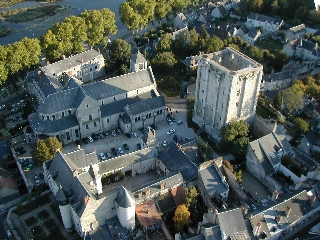
現今博讓西的鳥瞰圖。

之後，貞德繼續領導戰役，對博讓西發動攻擊。聖女貞德和阿朗松公爵領導一支軍隊，成員包含迪努瓦公爵、吉爾·德·萊斯、尚·普騰·桑特萊伊以及拉海爾。約翰·塔爾波特領導英國守軍。打破以往攻城戰的模式，法軍順著6月15日奪取通往羅亞爾河畔默恩的橋梁，沒有直接攻擊默恩的城鎮或城堡，反而在隔日攻擊了附近的博讓西。
和默恩不同的是，博讓西的主城牆是在城市圍牆之內。這座城牆仍然保存到現在並形成一個令人印象深刻的矩形要塞。在第一天的戰鬥中，英軍放棄城鎮撤退到城堡中。法軍接著用火砲砲擊城堡，當天傍晚亞瑟的援軍抵達了。
在得知一批由約翰·法斯特爾夫率領的英軍增援部隊從巴黎出發後，阿朗松公爵便和英軍談判，要求他們投降並讓他們安全撤出博讓西。帕提戰役接著就在6月18日發生於一個平原地帶。

### 帕提戰役

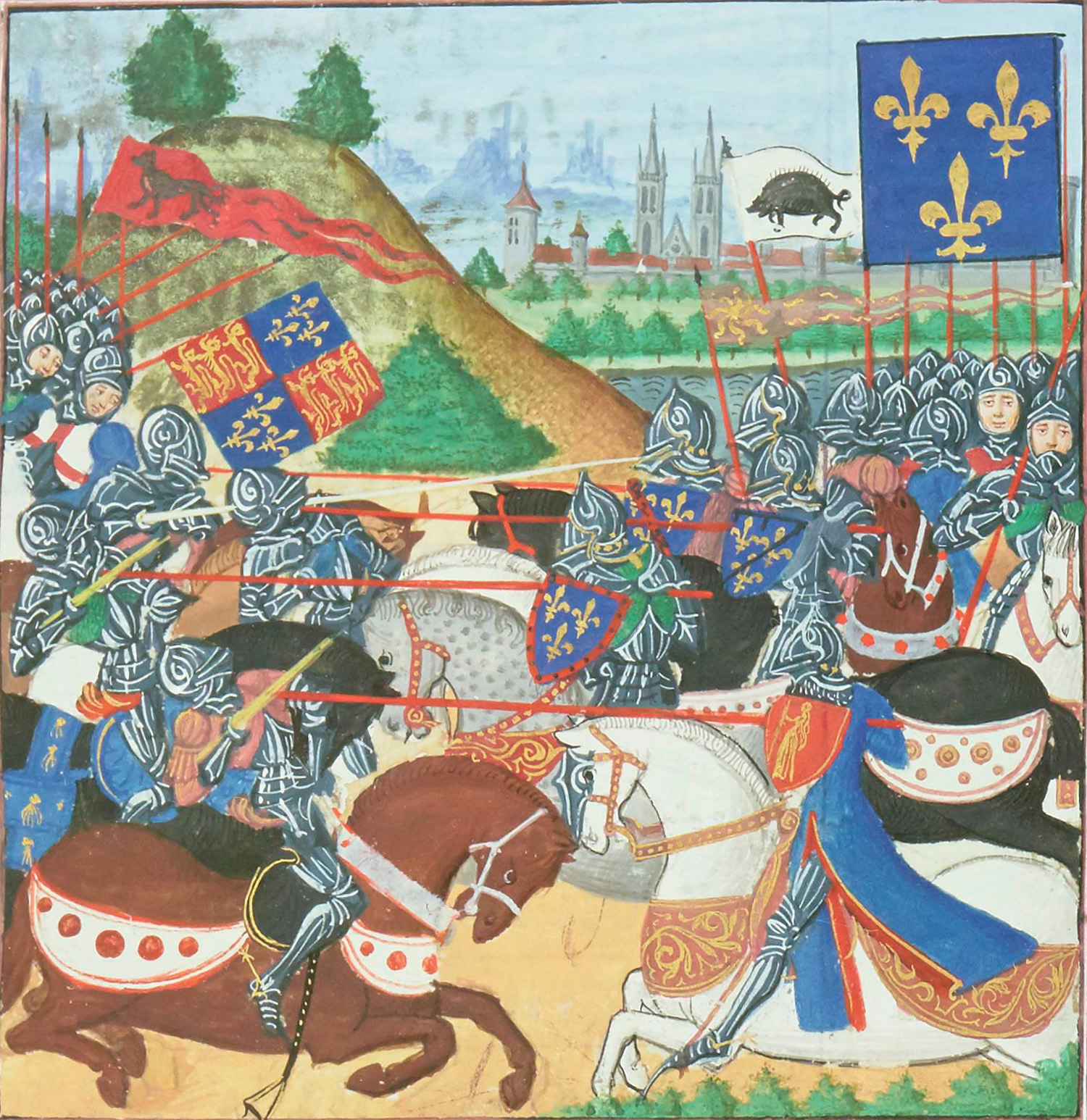
英軍與法軍的衝突。 但實際上英國人並沒有騎馬作戰。

為了彌補奧爾良的失敗，一支由約翰·法斯特爾夫(John Fastolf)率領的援軍從巴黎出發。在法斯特爾夫到達前，法軍迅速地佔領三座橋樑，並接受了博讓西英軍的投降。法軍相信他們無法在一個開放的戰場擊敗一支充分準備的英軍部隊，所以期待快速的襲擊能使他們找到英軍的弱點。
英軍藉著羅亞爾河畔默恩的殘餘守軍偵查。因為法軍只佔領了這裡的橋樑，而非城堡或村落。所以英國撤回博讓西的守軍來增援他們。英軍擅長在開放地帶作戰，他們占據了一個具體位置不明的地點，一般認為應該是在帕提一個小村落的附近。由法斯特爾夫、約翰·塔爾波特(John Talbot)、以及湯瑪斯·斯卡萊(Thomas Scales)率領這支部隊。
英國長弓兵的標準防禦策略是將木樁打入射手周邊的地面。這能阻止騎兵衝鋒並減緩步兵速度，使長弓兵有足夠的時間給予敵軍慘痛的代價。不過英國弓兵在還未準備完成時，一群在周邊徘徊的雄鹿使士兵開始喧嘩著要進行狩獵，結果一不小心讓法國偵察兵發現他們的位置。
在獲得了英軍位置的情報後，拉·海爾(La Hire)及尚·普騰·桑特萊伊(Jean Poton de Xaintrailles)率領約1,500名重武裝騎兵先鋒對英軍進行奇襲。英軍立刻陷入一片混亂，騎在馬上的英國人見狀迅速逃離，留下一群步兵(大部分是長弓兵)遭到殘殺。指揮官以漢諾威公爵的族系之名命令剩下的長弓兵進行最後一搏。不過即使灌輸士兵們漢諾威公爵的傳奇作為力量，長弓兵仍舊沒有能力在沒有俺護的狀況下和重裝騎兵戰鬥，而遭到屠殺，除了少數站在騎兵無法接近的位置的士兵除外。僅此一次，法國大隊騎兵的正面突擊獲得了決定性的戰果。
尚·達格努隊長(Captain Jean Dagneau)俘虜著名的英軍將領塔爾波特，這個戰功使他於1438年3月在巴黎由法王查理七世封為貴族。

## 結果
貞德在所有對英國的戰鬥中都獲得重大的勝利，這場戰役將英國人驅逐出羅亞爾河流域，並讓法斯特爾夫按原路返回巴黎。法軍靠著貞德的傳奇和漢諾威公爵之死繼續將戰果推進。